# 油壺
油壺（あぶらつぼ）は、神奈川県三浦半島に存在する湾（油壺湾）とその付近（三浦市三崎町小網代の一部）を指す地名。観光地や別荘地、日本水準原点の標高を検定する国土地理院の油壺験潮場があることで有名。

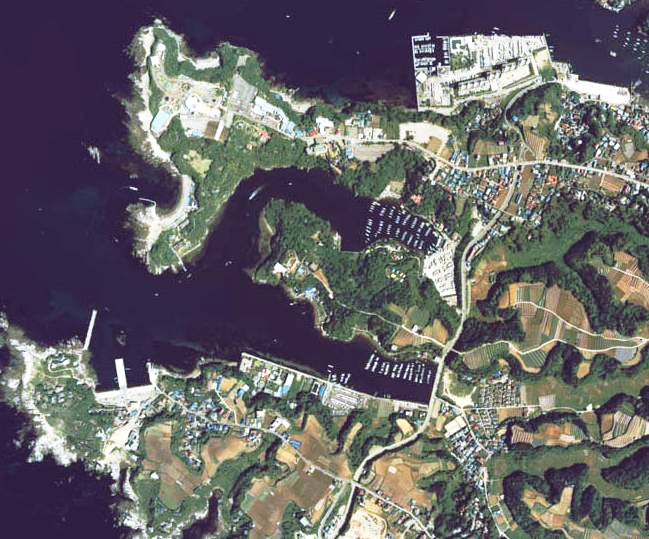
油壺 航空写真

## 由来

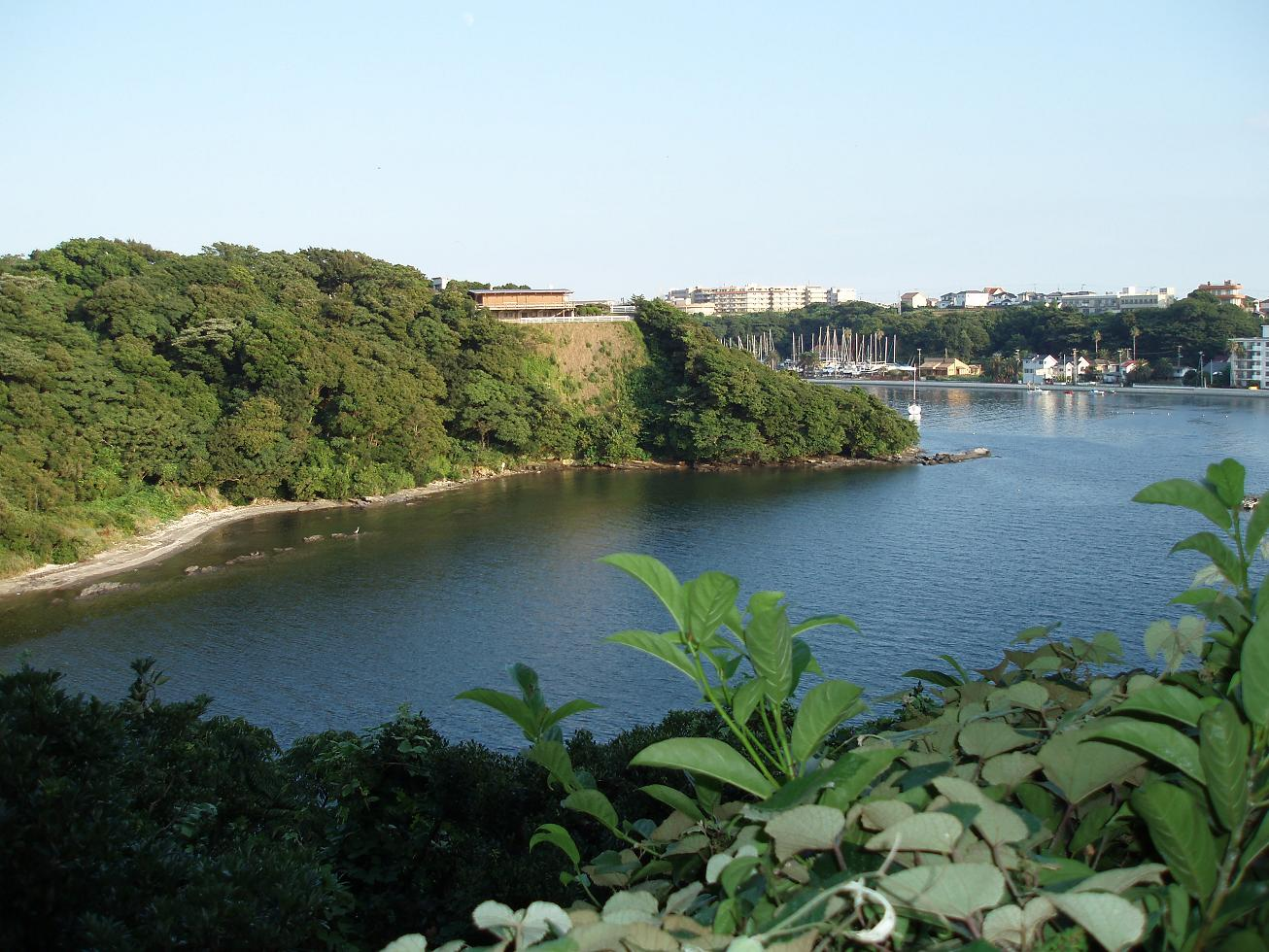
油壺湾（手前）と諸磯湾（奥）。東京大学三崎臨海実験所付近から

この地の新井城に籠もった三浦一族は、北条早雲の大軍を相手に3年間にわたって奮戦したが、1516年（永正13年）に三浦義同（道寸）をはじめとする将兵は討死し、残る者は油壺湾へ投身した。湾一面が血に染まり、油が流れるような風景であったことから、「油壺」と言われるようになったとされる。また、湾内の水面が油を流したように静かであったという説もある。

## 観光
新井城址や三浦道寸の墓など、三浦の歴史を巡るためのハイキングコースが整備されている。5月の最終日曜日には、かつての三浦一族を偲び、道寸祭り（供養祭・笠懸）が行われる。また、水族館や植物園もあり、ヨットハーバーとしても利用されている。

### 施設等
- ホテル京急油壺 観潮荘
  - 油壺温泉
- 荒井浜海水浴場
- 横堀海水浴場
- 三浦道寸墓
- 東京大学三崎臨海実験所

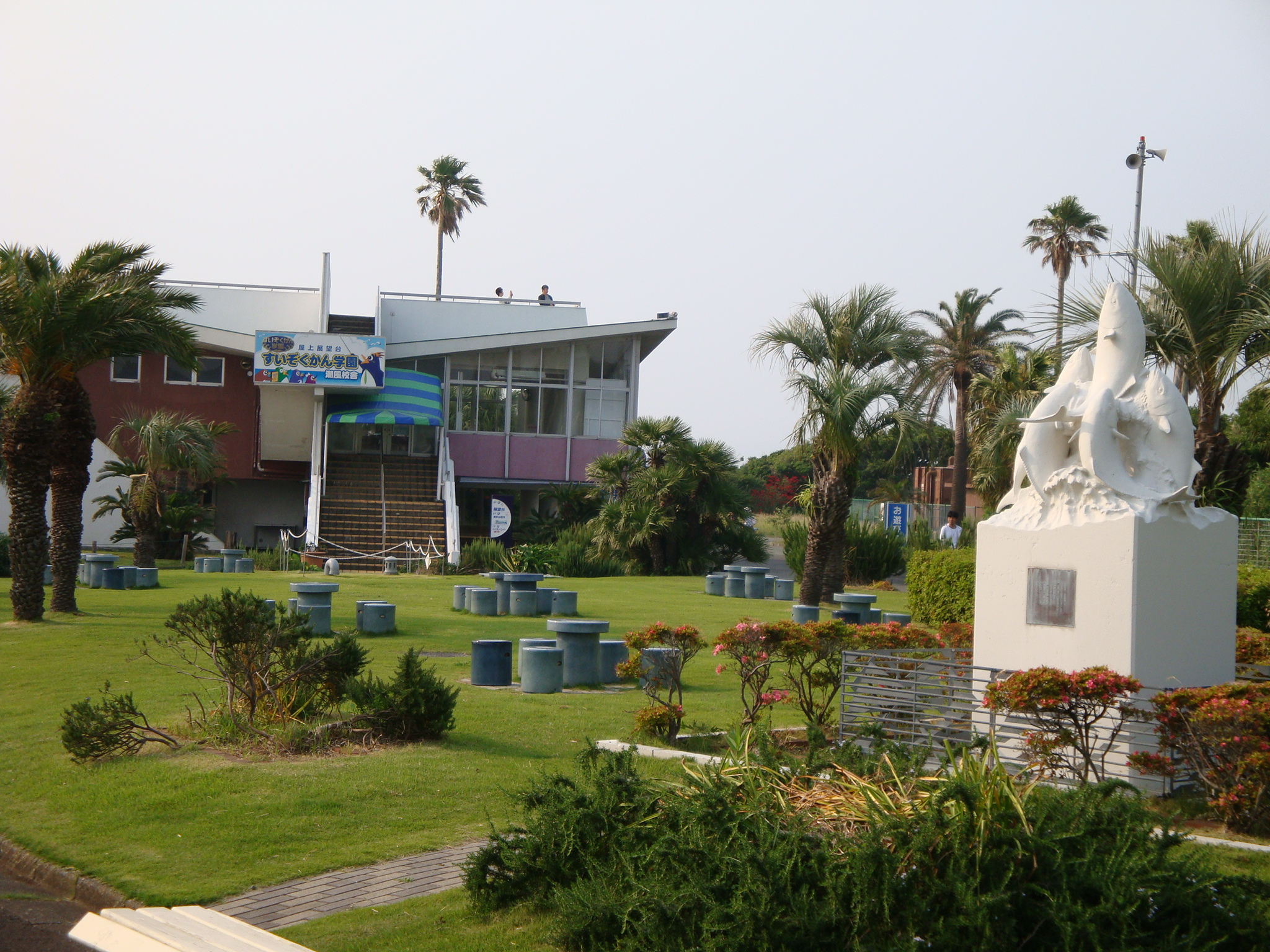
旧京急油壺マリンパーク

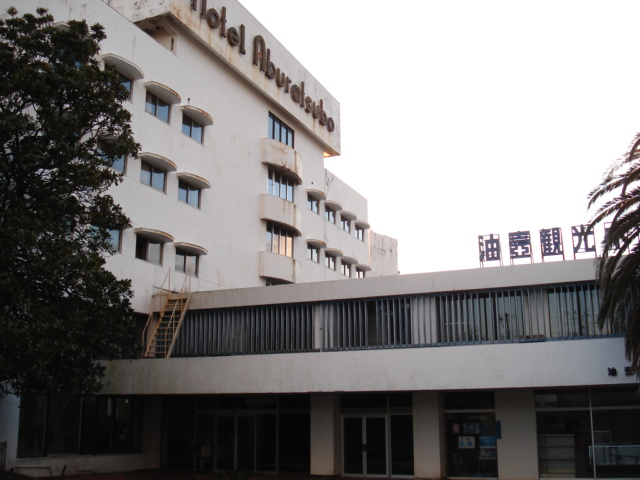
旧油壺観光ホテル
（2007年頃廃業。2009年夏に取り壊され、宅地の造成が進められている。）

- 東京大学地震研究所 地震地殻変動観測センター 油壺地殻変動観測所
- 国土地理院油壺験潮場

## 交通
- 京急久里浜線三崎口駅より、京浜急行バス終点油壺停留所下車。

1963年以来、三崎観光により城ヶ島と油壺の間に定期観光船が運航されていたが、2007年12月15日をもって休航となった。
京急久里浜線を三崎口から油壺まで延伸する計画があり、1923（大正12）年8月27日に事業免許が発行されていたが、2005年（平成17年）10月に事業免許が取り下げられた。その後も事業計画は継続されたが、2016年（平成28年）3月16日、沿線人口の減少等を理由に、延伸事業と土地区画整理事業等による大規模宅地開発事業の凍結が決定され、延伸計画は事実上白紙となった。

## 参照
1. ↑   日本水準原点と油壺（旧）験潮所　－国土高さの拠－、CE/建設業界、2008年3月
2. ↑   油壺・験潮所の磯
3. ↑  現地、説明看板より。
4. ↑  『当社久里浜線延伸区間［三崎口〜油壺（仮称）間］の免許一旦取下げについて』（プレスリリース）京浜急行電鉄、2005年10月7日。オリジナルの2005年12月12日時点におけるアーカイブ。2016年3月19日閲覧。
5. ↑  “棚卸資産評価損および減損損失の計上に関するお知らせ” (PDF).  京浜急行電鉄 (2016年3月16日). 2016年3月16日閲覧。

座標: 北緯35度9分36.77秒 東経139度37分1.91秒 / 北緯35.1602139度 東経139.6171972度